# NGC 5595
NGC 5595 је спирална галаксија у сазвежђу Вага која се налази на NGC листи објеката дубоког неба.
Деклинација објекта је - 16° 43' 21" а ректасцензија 14h 24m 13,3s. Привидна величина (магнитуда) објекта NGC 5595 износи 12,0 а фотографска магнитуда 12,7. Налази се на удаљености од 36,143 милиона парсека од Сунца. NGC 5595 је још познат и под ознакама MCG -3-37-1, VV 446, VV 530, IRAS 14214-1629, PGC 51445.